# Vice (film)
Vice (v Česku uváděný pod názvem Muž v pozadí) je životopisný dramatický a komediální film z roku 2018. Režie a scénáře se ujal Adam McKay. Ve snímku hrají hlavní role Christian Bale, Amy Adams, Steve Carell, Sam Rockwell, Alison Pill a Jesse Plemons. Ve Spojených státech amerických bude do kin uveden dne 25. prosince 2018, v České republice zatím nebyla premiéra stanovena. Film získal nominace na Zlatý glóbus, Critics' Choice Movie Awards a SAG Awards.

## Obsazení
- Christian Bale jako Dick Cheney
- Amy Adams jako Lynne Cheney
- Steve Carell jako Donald Rumsfeld
- Sam Rockwell jako George W. Bush
- Alison Pill jako Mary Cheney
- Jesse Plemons
- Lily Rabe jako Liz Cheney
- Tyler Perry jako Colin Powell
- Justin Kirk jako Scooter Libby
- LisaGay Hamilton jako Condoleezza Riceová
- Shea Whigham jako Wayne Vincent
- Eddie Marsan jako Paul Wolfowitz
- Bill Pullman jako Nelson Rockefeller
- Stefania LaVie Owen jako Joan/vypravěč
- Adam Bartley jako Frank Luntz
- Kirk Bovill jako Henry Kissinger
- Jillian Armenante jako Karen Hughes
- Bill Camp jako Gerald Ford
- Fay Masterson jako Edna Vincent
- Joseph Beck jako Karl Rove
- Alex MacNicoll jako mladý Dick Cheney
- Aidan Gail jako mladý Dick Cheney
- Cailee Spaeny jako mladý Lynne Cheney
- Karolina Kennedy Durrence jako mladý Lynne Cheney
- Violet Hicks jako mladá Liz Cheney
- Paul Perri jako Trent Lott

## Ocenění a nominace
| Ocenění                                             | Datum ceremoniálu                 | Kategorie                                      | Nominovaní                                  | Výsledek  |
| --------------------------------------------------- | --------------------------------- | ---------------------------------------------- | ------------------------------------------- | --------- |
| AACTA International Awards                          | 4. ledna 2019                     | nejlepší herec v hlavní roli                   | Christian Bale                              | nominace  |
| AACTA International Awards                          | 4. ledna 2019                     | nejlepší herečka ve vedlejší roli              | Amy Adams                                   | nominace  |
| AACTA International Awards                          | 4. ledna 2019                     | nejlepší herec ve vedlejší roli                | Sam Rockwell                                | nominace  |
| AACTA International Awards                          | 4. ledna 2019                     | nejlepší film                                  |                                             | nominace  |
| Alliance of Women Film Journalists EDA Awards       | 10. ledna 2019                    | nejlepší film                                  |                                             | nominace  |
| Alliance of Women Film Journalists EDA Awards       | 10. ledna 2019                    | nejlepší režie                                 | Adam McKay                                  | nominace  |
| Alliance of Women Film Journalists EDA Awards       | 10. ledna 2019                    | nejlepší herec v hlavní roli                   | Christian Bale                              | nominace  |
| Alliance of Women Film Journalists EDA Awards       | 10. ledna 2019                    | nejlepší herečka ve vedlejší roli              | Amy Adams                                   | nominace  |
| Alliance of Women Film Journalists EDA Awards       | 10. ledna 2019                    | nejlepší herec ve vedlejší roli                | Steve Carell                                | nominace  |
| Alliance of Women Film Journalists EDA Awards       | 10. ledna 2019                    | nejlepší obsazení                              |                                             | nominace  |
| Alliance of Women Film Journalists EDA Awards       | 10. ledna 2019                    | nejlepší střih                                 | Hank Corwin‍‍‌                                 | nominace  |
| ACE Eddie Awards                                    | 1. února 2019                     | nejlepší střih: film (komedie/muzikál)         | Hank Corwin‍‍‌                                 | nominace  |
| Austin Film Critics Association                     | 7. ledna 2019                     | nejlepší herec v hlavní roli                   | Christian Bale                              | nominace  |
| Austin Film Critics Association                     | 7. ledna 2019                     | nejlepší herečka ve vedlejší roli              | Amy Adams                                   | nominace  |
| Chicago Film Critics Association                    | 8. prosince 2018                  | nejlepší herec v hlavní roli                   | Christian Bale                              | nominace  |
| Chicago Film Critics Association                    | 8. prosince 2018                  | nejlepší původní scénář                        | Adam McKay                                  | nominace  |
| Critics' Choice Movie Awards                        | 13. ledna 2019                    | nejlepší film                                  |                                             | nominace  |
| Critics' Choice Movie Awards                        | 13. ledna 2019                    | nejlepší herec v hlavní roli                   | Christian Bale                              | vítězství |
| Critics' Choice Movie Awards                        | 13. ledna 2019                    | nejlepší herečka ve vedlejší roli              | Amy Adams                                   | nominace  |
| Critics' Choice Movie Awards                        | 13. ledna 2019                    | nejlepší obsazení                              | obsazení Vice                               | nominace  |
| Critics' Choice Movie Awards                        | 13. ledna 2019                    | nejlepší režie                                 | Adam McKay                                  | nominace  |
| Critics' Choice Movie Awards                        | 13. ledna 2019                    | nejlepší herec v komedii                       | Christian Bale                              | vítězství |
| Critics' Choice Movie Awards                        | 13. ledna 2019                    | nejlepší původní scénář                        | Adam McKay                                  | nominace  |
| Critics' Choice Movie Awards                        | 13. ledna 2019                    | nejlepší střih                                 | Hank Corwin                                 | nominace  |
| Critics' Choice Movie Awards                        | 13. ledna 2019                    | nejlepší masky                                 | Vice                                        | nominace  |
| Dallas–Fort Worth Film Critics Association Awards   | 17. prosince 2018                 | nejlepší film                                  |                                             | nominace  |
| Dallas–Fort Worth Film Critics Association Awards   | 17. prosince 2018                 | nejlepší herec v hlavní roli                   | Christian Bale                              | vítězství |
| Dallas–Fort Worth Film Critics Association Awards   | 17. prosince 2018                 | nejlepší herečka ve vedlejší roli              | Amy Adams                                   | nominace  |
| Dallas–Fort Worth Film Critics Association Awards   | 17. prosince 2018                 | nejlepší režie                                 | Adam McKay                                  | nominace  |
| Detroit Film Critics Society                        | 3. prosince 2018                  | nejlepší obsazení                              | obsazení Vice                               | vítězství |
| Detroit Film Critics Society                        | 3. prosince 2018                  | nejlepší scénář                                | Adam McKay                                  | vítězství |
| Detroit Film Critics Society                        | 3. prosince 2018                  | nejlepší režie                                 | Adam McKay                                  | vítězství |
| Detroit Film Critics Society                        | 3. prosince 2018                  | nejlepší herec v hlavní roli                   | Christian Bale                              | nominace  |
| Detroit Film Critics Society                        | 3. prosince 2018                  | nejlepší herečka ve vedlejší roli              | Amy Adams                                   | nominace  |
| Dorian Awards                                       | 12. ledna 2019                    | nejlepší herec v hlavní roli                   | Christian Bale                              | nominace  |
| Filmové ceny Britské akademie                       | 10. února 2019                    | nejlepší herec v hlavní roli                   | Christian Bale                              | nominace  |
| Filmové ceny Britské akademie                       | 10. února 2019                    | nejlepší herečka ve vedlejší roli              | Amy Adams                                   | nominace  |
| Filmové ceny Britské akademie                       | 10. února 2019                    | nejlepší herec ve vedlejší roli                | Sam Rockwell                                | nominace  |
| Filmové ceny Britské akademie                       | 10. února 2019                    | nejlepší původní scénář                        | Adam McKay                                  | nominace  |
| Filmové ceny Britské akademie                       | 10. února 2019                    | nejlepší střih                                 | Hank Corwin‍‍‌                                 | vítězství |
| Filmové ceny Britské akademie                       | 10. února 2019                    | nejlepší masky                                 | Greg Cannom‍‍‌, Kate Biscoe a Patricia Dehaney | nominace  |
| Florida Film Critics Circle                         | 21. prosince 2018                 | nejlepší herec v hlavní roli                   | Christian Bale                              | nominace  |
| Houston Film Critics Society Awards                 | 3. ledna 2019                     | nejlepší film                                  |                                             | nominace  |
| Houston Film Critics Society Awards                 | 3. ledna 2019                     | nejlepší herec v hlavní roli                   | Christian Bale                              | vítězství |
| Houston Film Critics Society Awards                 | 3. ledna 2019                     | nejlepší herečka ve vedlejší roli              | Amy Adams                                   | nominace  |
| Houston Film Critics Society Awards                 | 3. ledna 2019                     | nejlepší režie                                 | Adam McKay                                  | nominace  |
| Houston Film Critics Society Awards                 | 3. ledna 2019                     | nejlepší původní scénář                        | Adam McKay                                  | nominace  |
| London Film Critics' Circle                         | 20. ledna 2019                    | nejlepší herec v hlavní roli                   | Christian Bale                              | nominace  |
| London Film Critics' Circle                         | 20. ledna 2019                    | nejlepší britský/irský herec v hlavní roli     | Christian Bale                              | nominace  |
| Los Angeles Online Film Critics Society             | 9. ledna 2019                     | nejlepší herec v hlavní roli                   | Christian Bale                              | nominace  |
| Los Angeles Online Film Critics Society             | 9. ledna 2019                     | nejlepší herečka ve vedlejší roli              | Amy Adams                                   | nominace  |
| Los Angeles Online Film Critics Society             | 9. ledna 2019                     | nejlepší původní scénář                        | Adam McKay                                  | vítězství |
| Mezinárodní filmový festival Capri Hollywood        |                                   | nejlepší film                                  |                                             | vítězství |
| Mezinárodní filmový festival Capri Hollywood        | nejlepší herečka ve vedlejší roli | Amy Adams                                      | vítězství                                   |           |
| New York Film Critics Online Awards                 | 9. prosince 2018                  | nejlepších deset filmů roku 2018               | Vice                                        | vítězství |
| North Carolina Film Office                          |                                   | nejlepší herec v hlavní roli                   | Christian Bale                              | nominace  |
| Online Film Critics Society                         | 2. ledna 2019                     | nejlepší herec v hlavní roli                   | Christian Bale                              | nominace  |
| Oscar                                               | 24. února 2019                    | nejlepší film                                  |                                             | nominace  |
| Oscar                                               | 24. února 2019                    | nejlepší režie                                 | Adam McKay                                  | nominace  |
| Oscar                                               | 24. února 2019                    | nejlepší herec v hlavní roli                   | Christian Bale                              | nominace  |
| Oscar                                               | 24. února 2019                    | nejlepší herec ve vedlejší roli                | Sam Rockwell                                | nominace  |
| Oscar                                               | 24. února 2019                    | nejlepší herečka ve vedlejší roli              | Amy Adams                                   | nominace  |
| Oscar                                               | 24. února 2019                    | nejlepší původní scénář                        | Adam McKay                                  | nominace  |
| Oscar                                               | 24. února 2019                    | nejlepší střih                                 | Hank Corwin‍‍‌                                 | nominace  |
| Oscar                                               | 24. února 2019                    | nejlepší masky                                 | Greg Cannom‍‍‌, Kate Biscoe a Patricia Dehaney | vítězství |
| Philadelphia Film Critics Circle                    |                                   | nejlepší herec v hlavní roli                   | Christian Bale                              | vítězství |
| Philadelphia Film Critics Circle                    | nejlepší režie                    | Adam McKay                                     | nominace                                    |           |
| Philadelphia Film Critics Circle                    | nejlepší scénář                   | Adam McKay                                     | nominace                                    |           |
| Producers Guild of America                          | 19. ledna 2019                    | nejlepší producent: film                       |                                             | nominace  |
| San Diego Film Critics Society                      | 10. prosince 2018                 | nejlepší herec v hlavní roli                   | Christian Bale                              | nominace  |
| San Francisco Film Critics Circle Awards            | 9. prosince 2018                  | nejlepší původní scénář                        | Adam McKay                                  | nominace  |
| San Francisco Film Critics Circle Awards            | 9. prosince 2018                  | nejlepší herec v hlavní roli                   | Christian Bale                              | nominace  |
| San Francisco Film Critics Circle Awards            | 9. prosince 2018                  | nejlepší herečka ve vedlejší roli              | Amy Adams                                   | nominace  |
| Screen Actors Guild Awards                          | 27. ledna 2019                    | nejlepší herec v hlavní roli                   | Christian Bale                              | nominace  |
| Screen Actors Guild Awards                          | 27. ledna 2019                    | nejlepší herečka ve vedlejší roli              | Amy Adams                                   | nominace  |
| Seattle Film Critics Society                        | 17. prosince 2018                 | nejlepší obsazení                              | obsazení Vice                               | nominace  |
| St. Louis Gateway Film Critics Association          | 17. prosince 2018                 | nejlepší film                                  | Vice                                        | nominace  |
| St. Louis Gateway Film Critics Association          | 17. prosince 2018                 | nejlepší režie                                 | Adam McKay                                  | nominace  |
| St. Louis Gateway Film Critics Association          | 17. prosince 2018                 | nejlepší herec v hlavní roli                   | Christian Bale                              | nominace  |
| St. Louis Gateway Film Critics Association          | 17. prosince 2018                 | nejlepší herečka ve vedlejší roli              | Amy Adams                                   | nominace  |
| St. Louis Gateway Film Critics Association          | 17. prosince 2018                 | nejlepší herec ve vedlejší roli                | Steve Carell                                | nominace  |
| St. Louis Gateway Film Critics Association          | 17. prosince 2018                 | nejlepší adaptovaný scénář                     | Adam McKay                                  | vítězství |
| St. Louis Gateway Film Critics Association          | 17. prosince 2018                 | nejlepší střih                                 | Hank Corwin                                 | vítězství |
| St. Louis Gateway Film Critics Association          | 17. prosince 2018                 | nejlepší scéna                                 | konec filmu                                 | nominace  |
| Utah Film Awards                                    |                                   | nejlepší herec v hlavní roli                   | Christian Bale                              | nominace  |
| Vancouver Film Critics Circle                       | 17. prosince 2018                 | nejlepší herec v hlavní roli                   | Christian Bale                              | nominace  |
| Washington D.C. Area Film Critics Association Award | 3. prosince 2018                  | nejlepší zobrazení Washingtonu, DC             | Vice                                        | vítězství |
| Washington D.C. Area Film Critics Association Award | 3. prosince 2018                  | nejlepší obsazení                              | obsazení Vice                               | nominace  |
| Washington D.C. Area Film Critics Association Award | 3. prosince 2018                  | nejlepší herec v hlavní roli                   | Christian Bale                              | nominace  |
| Writers Guild of America Awards                     | 17. února 2019                    | nejlepší původní scénář                        | Adam McKay                                  | nominace  |
| Writers Guild of America Awards                     | 17. února 2019                    | Ocenění Paula Selvina                          |                                             | vítězství |
| Zlatá malina                                        | 23. února 2019                    | Vykoupení roku                                 | Tyler Perry                                 | nominace  |
| Zlatý glóbus                                        | 6. ledna 2019                     | nejlepší film (muzikál nebo komedie)           | Vice                                        | nominace  |
| Zlatý glóbus                                        | 6. ledna 2019                     | nejlepší herec v hlavní roli (muzikál/komedie) | Christian Bale                              | vítězství |
| Zlatý glóbus                                        | 6. ledna 2019                     | nejlepší herečka ve vedlejší roli              | Amy Adams                                   | nominace  |
| Zlatý glóbus                                        | 6. ledna 2019                     | nejlepší herec ve vedlejší roli                | Sam Rockwell                                | nominace  |
| Zlatý glóbus                                        | 6. ledna 2019                     | nejlepší režie                                 | Adam McKay                                  | nominace  |
| Zlatý glóbus                                        | 6. ledna 2019                     | nejlepší scénář                                | Adam McKay                                  | nominace  |